# Péginésatide
Le péginésatide est une molécule activatrice du récepteur à l'érythropoïétine et est utilisé pour lutter contre l'anémie au cours de l'insuffisance rénale chronique.
La molécule n'est pas un dérivé de l'érythropoïétine et n'a pas d'homologie avec cette dernière.
Elle se donne en une injection mensuelle, ce qui la distingue des autres érythropoïétines qui sont administrées à plus brefs intervalles.
Elle est aussi efficace que les autres érythropoïétines dans l'insuffisance rénale chronique dialysée ou non.
Elle a été retirée du marché par les laboratoires producteurs en février 2013, en raison de réactions d'hypersensibilité grave, de type anaphylactique, ayant entraîné 0,02 % de décès après la première injection[réf. nécessaire].